# Myriam El Khomri
Myriam El Khomri (Rabat, 18 de febrer de 1978) és una política francesa.
Membre del consell nacional del Partit Socialista, va ser escollida al 18è districte de París i al Consell de París des de 2008 fins al seu nomenament en el segon govern de Manuel Valls.
El 26 de d'agost de 2014 va ser nomenada secretària d'Estat de Política Urbana, i el 2 de setembre de 2015, ministra de Treball, Ocupació, Formació Professional i Diàleg Social.